# Bibiano
Bibiano Adonis Morón Giménez, mais conhecido como Bibiano (Santiago de Compostela, 21 de dezembro de 1950 – Vigo, 28 de dezembro de 2016), foi um músico e compositor galego.

## Trajectória
Iniciou-se na música de intervenção galega em 1970, nos derradeiros tempos do grupo "Voces Ceibes". Também nesse ano, dá o seu primeiro concerto no colégio do Opus "La Estila" de Santiago de Compostela. Durante os anos mais difíceis do fim do franquismo incorporou os seus amplos conhecimentos musicais e a sua magnificada e educada voz na "nova canción galega".
Ficou especialmente famoso o concerto que deu, acompanhado pelo também membro de "Voces Ceibes" Benedicto, a 25 de Junho de 1979, no Pavilhão Desportivo da Corunha. O concerto, em solidariedade com o dirigente comunista Santiago Álvarez, encarcerado na prisão de Carabanchel, converteu-se num acto de reivindicação galeguista e num dos eventos culturais mais importantes da transição na Galiza.
Difundiu o uso de abundante percussão e de instrumentos eléctricos (principalmente a guitarra eléctrica), a uma canção galega que até então usava fundamentalmente a voz e a guitarra acústica.
Fez bastantes concertos com Vicente Araguas e foi militante durante muito tempo do CCOO. Mais tarde foi para Vigo, onde abriu uma discoteca, gravando vários discos. Também dedicou-se à produção de eventos musicais em Vigo. Além disso, possuía um restaurante desde 1990.
Morreu em 28 de dezembro de 2016, aos 66 anos.

## Discografia

### Álbuns
- 1974 – Agora entramos nós
- 1976 – Estamos chegando o mar
- 1977 – Alcabre
- 1979 – Aluminio